# Verbandwatte

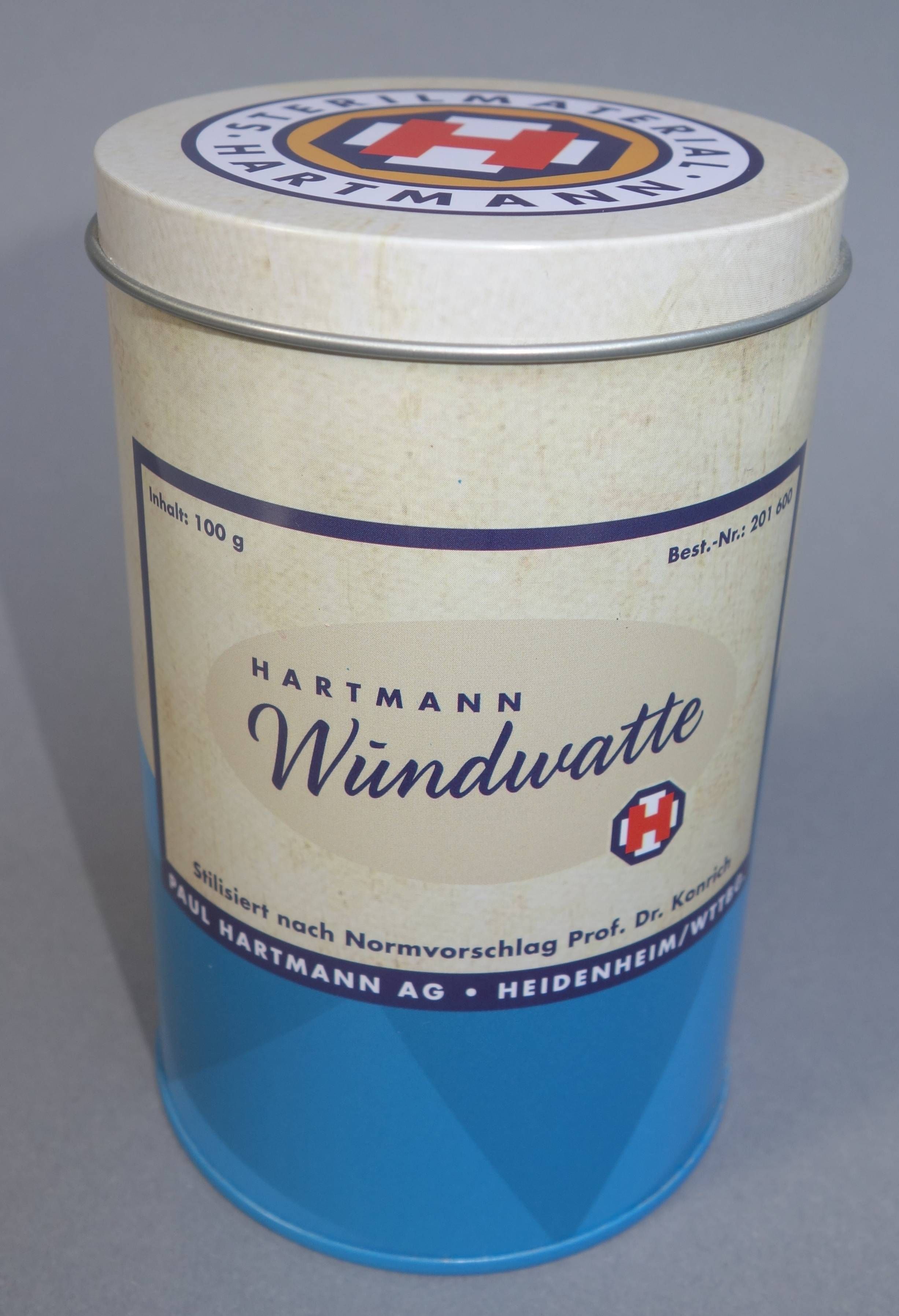
Wundwatte der Fa. Hartmann

 Als Verbandwatte wird Watte aus entfetteter und feinfaseriger Baumwolle bezeichnet. Durch das Entfetten wird sie saugfähig. Verwendet wird sie zur Reinigung und Polsterung in der Medizin und im Haushalt.
Erstmals hergestellt wurde sie vom Tübinger Chirurgie-Professor Victor von Bruns im Jahr 1865. Zu den ersten Anwendern des Watteverbandes als Wundverband gehörte der französische Chirurg Alphonse Guérin (1817–1895). Fabrikmäßig hergestellt wurde die „Wundwatte“ in Deutschland erstmals 1870 von Paul Hartmann in Heidenheim, industriell ab 1871 vom Schweizer Industriellen Heinrich Theophil Baeschlin in der Fabrik medizinischer Verbandstoffe (heute IVF Hartmann). Davor wurde Scharpie verwendet.